# Jean-Philippe Lamoureux
Jean-Philippe Lamoureux (* 20. August 1984 in Grand Forks, North Dakota) ist ein ehemaliger US-amerikanischer Eishockeytorwart, der den Großteil seiner Karriere bei Vereinen der österreichischen ICE Hockey League tätig war. Neben dem EC VSV spielte Lamoureux für den HDD Olimpija Ljubljana, die Vienna Capitals und den EC Red Bull Salzburg. Im März 2025 beendete er als Spieler des VSV seine aktive Karriere.

## Karriere
Lamoureux begann seine Karriere bei den Lincoln Stars in der nordamerikanischen Juniorenliga United States Hockey League, mit denen er in der Saison 2002/03 auch den Clark Cup als Playoff-Sieger gewinnen konnte. Zwischen 2004 und 2008 spielte er für die University of North Dakota in der WCHA, mit denen er 2006 seinen zweiten Meistertitel feiern konnte. In diese Zeit fiel auch eine Nominierung für den Hobey Baker Award, die Auszeichnung für den besten Spieler der Liga. Als Lamoureux 2008 das Team verließ, belegte er in der schulinternen All-Time-Statistik mit einem Gegentorschnitt von 2,10, zehn Shutouts und einer Fangquote von 92 Prozent den zweiten Rang.

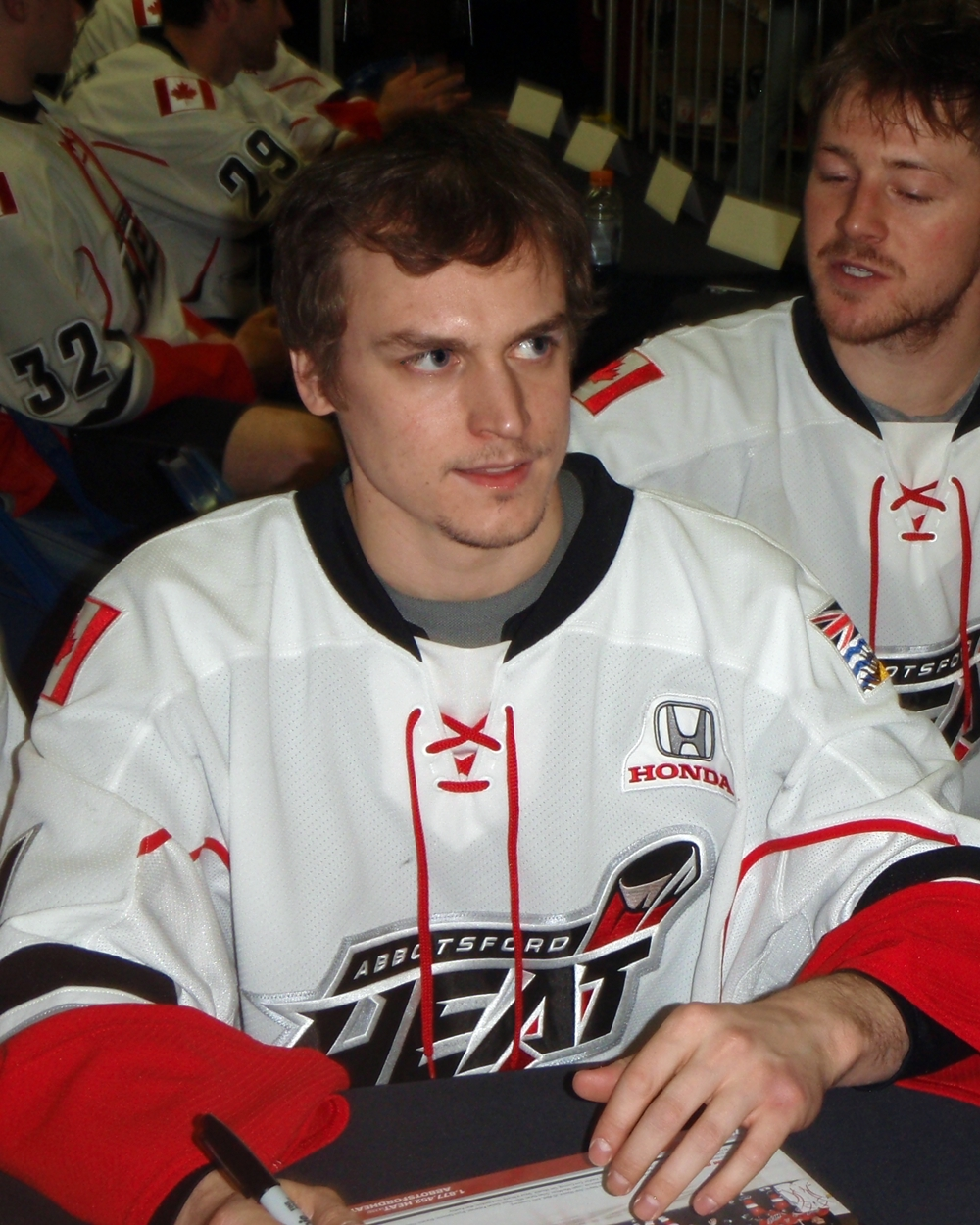
Jean-Philippe Lamoureux im Trikot der Abbotsford Heat

Sein erstes Engagement als Profi hatte Lamoureux bei den Alaska Aces in der ECHL, wo er mit acht Shutouts in einer Saison einen Ligarekord aufstellte und zum Torhüter des Jahres der Liga gewählt wurde. Die Saison brachte dem Team den Titel des Vizemeisters, nachdem die Mannschaft im Finale um den Kelly Cup im siebten Spiel den South Carolina Stingrays unterlegen waren. Im Juli 2009 wurde er von den Buffalo Sabres verpflichtet, spielte jedoch nur in deren Farmteam, den Portland Pirates in der AHL. Ein Jahr später wechselte er zu den Calgary Flames, kam jedoch ebenfalls nur in den Farmteams zum Einsatz. Im Juni 2011 wurde er vom slowenischen Club HDD Olimpija Ljubljana aus der österreichischen Eishockeyliga unter Vertrag genommen. Ein Jahr später wechselte er zusammen mit Cheftrainer Hannu Järvenpää und weiteren Spielern von Olimpija zum EC VSV nach Villach.

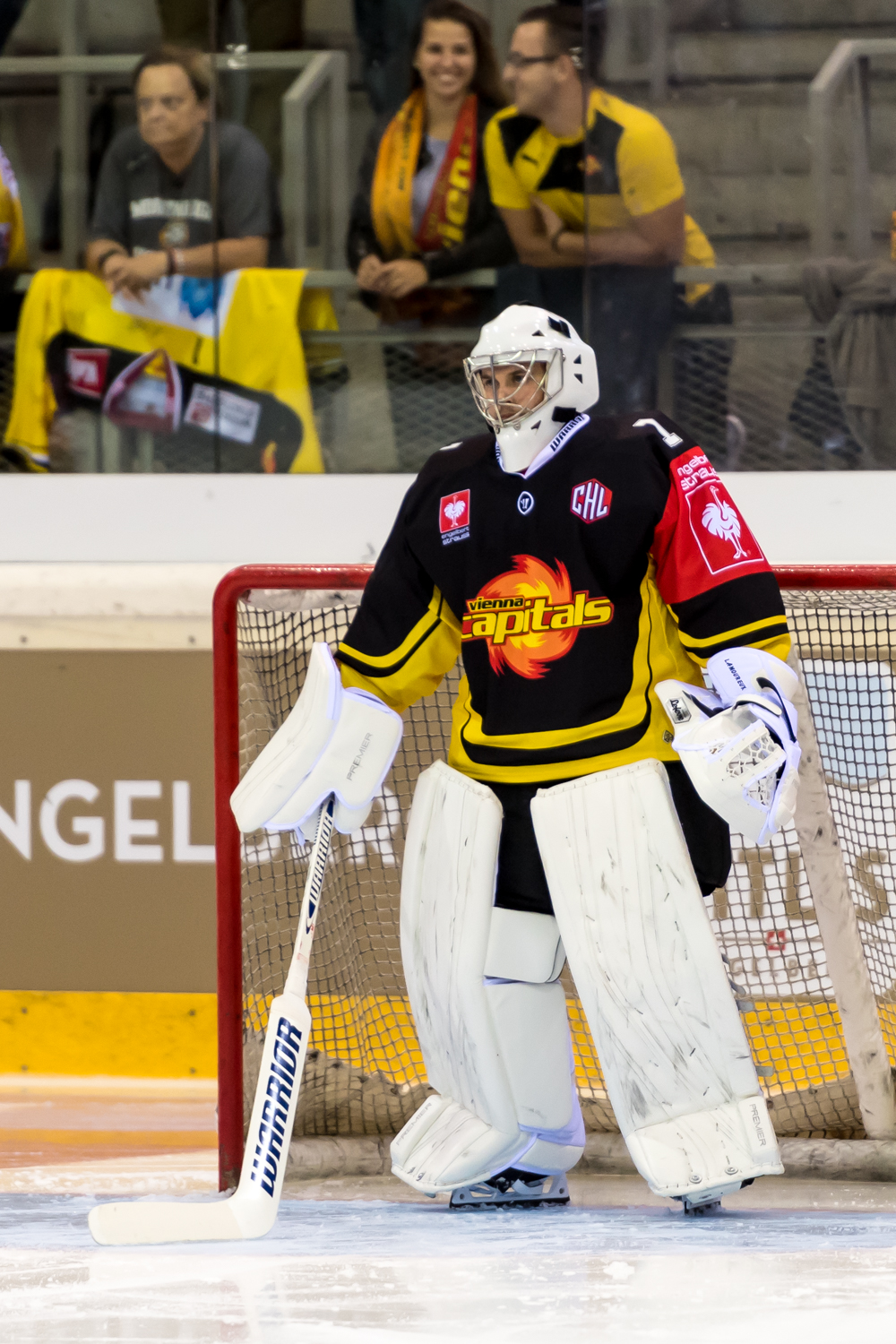
Jean-Philippe Lamoureux im Trikot der Vienna Capitals (2016)

Lamoureux gilt als einer der besten Torhüter der EBEL und entwickelte sich zu einem Publikumsliebling der Villacher. Bereits in der Saison 2014/15 war er von den Fans in Heimspielen vier Mal zum Spieler des Abends gewählt worden und erhielt über die gesamte Saison betrachtet mit Abstand die meisten Fanstimmen. Darüber hinaus wurde er 2015 als Most Valuable Player des EC VSV ausgezeichnet und belegte mit einer Fangquote von 93,4 % in der Hauptrunde ligaweit den ersten Platz. Auch in der Saison 2015/16 wurde er in der Hauptrunde erneut viermal zum Spieler des Abends gewählt. Zum Zeitpunkt des Ausscheidens des VSV im Halbfinale, war Lamoureux mit einer Fangquote von 94,5 % fangstärkster Torhüter der Liga und hatte den besten Gegentorschnitt. Bei der Wahl zum Wertvollsten Spieler der Liga (Ron Kennedy Trophy) erhielt er die zweitmeisten Stimmen. Ab Juni 2016 stand der US-Amerikaner bei den Vienna Capitals unter Vertrag und gewann mit diesen 2017 die österreichische Meisterschaft.
Im Mai 2019 unterschrieb Lamoureux einen Vertrag beim EC Red Bull Salzburg.

## Erfolge und Auszeichnungen
| - 2003 Meister der USHL mit den Lincoln Stars - 2004 Torhüter des Jahres der USHL - 2006 Meister der WCHA mit dem Team der University of North Dakota - 2009 Teilnahme am ECHL All-Star Game - 2009 ECHL All-Rookie Team, ECHL First All-Star Team, ECHL Goaltender of the Year - 2015 Beste Fangquote der EBEL (.934) und Most Valuable Player des EC VSV | - 2016 Bester Gegentorschnitt und beste Play-off-Fangquote der EBEL (.945) - 2017 Österreichischer Meister und EBEL-Gewinner mit den Vienna Capitals - 2018 Bester Gegentorschnitt und beste Fangquote der EBEL (93,2 %) - 2020 Bester Gegentorschnitt, beste Fangquote (94,6 %) und Auszeichnung mit der Ron Kennedy Trophy als Wertvollster Spieler der EBEL - 2022 Österreichischer Meister und Gewinner der ICE Hockey League (ICE) mit dem EC Red Bull Salzburg |

## Karrierestatistik

### Play-offs
(Legende zur Torhüterstatistik: GP oder Sp = Spiele insgesamt; W oder S = Siege; L oder N = Niederlagen; T oder U oder OT = Unentschieden oder Overtime- bzw. Shootout-Niederlage; Min. = Minuten; SOG oder SaT = Schüsse aufs Tor; GA oder GT = Gegentore; SO = Shutouts; GAA oder GTS = Gegentorschnitt; Sv% oder SVS% = Fangquote; EN = Empty Net Goal; 1 Play-downs/Relegation; Kursiv: Statistik nicht vollständig)

## Familie
Jean-Philippe Lamoureux kommt aus einer Eishockey-begeisterten Familie. Sein Vater Jean-Pierre war Anfang der 1980er Jahre Torhüter der University of North Dakota. Zudem hat er drei Brüder und zwei Schwestern, die alle Eishockey spielen oder spielten. Seine beiden Zwillingsschwestern, Monique und Jocelyne, sind beide Nationalspielerinnen der Vereinigten Staaten und gewannen jeweils zweimal olympische Silbermedaillen sowie mehrere Weltmeistertitel.
Sein Bruder Jacques studierte an der United States Air Force Academy und spielte für deren Eishockeyteam, wobei er für den Hobey Baker Award nominiert wurde. Pierre-Paul spielte für die University of Manitoba und gehört heute dem Trainerstab des Eishockeyteams an. Mario Lamoureux spielte in der Vergangenheit ebenfalls für die University of North Dakota, war später in der ECHL aktiv und stand zwischen Februar und April 2014 gemeinsam mit Jean-Philippe beim EC VSV auf dem Eis.